# مشکل مقایسه چندگانه

مقایسه چندگانه

مقایسه چندگانه (انگلیسی: Multiple comparisons problem) در دانش آمار، از آزمون‌های فرضی بشمار می‌آید و زمانی رخ می‌دهد که مجموعه‌ای از استنباط‌های آماری دارای پتانسیل، به‌طور همزمان در نظر گرفته شود، یا زیرمجموعه‌ای از پارامترهای موجود، بر پایه مقادیر مشاهده‌ای انتخاب شده باشد. روش مقایسه چندگانه نخستین بار در دهه ۱۹۵۰ میلادی توسط جان توکی بکار گرفته شد.